# Ransdorp
Ransdorp est un village néerlandais de 200 habitants situé en province de Hollande-Septentrionale. Il fait partie de la commune d'Amsterdam et de la sous-commune (deelgemeente) d'Amsterdam-Noord. Il est situé à 2 km à l'est de la ville d'Amsterdam.
Le village possède la particularité de ne pas avoir de magasin mais seulement un café, fermé en hiver. 50 % des habitants de Ransdorp travaillent à Amsterdam.